# Bisdom Cuneo

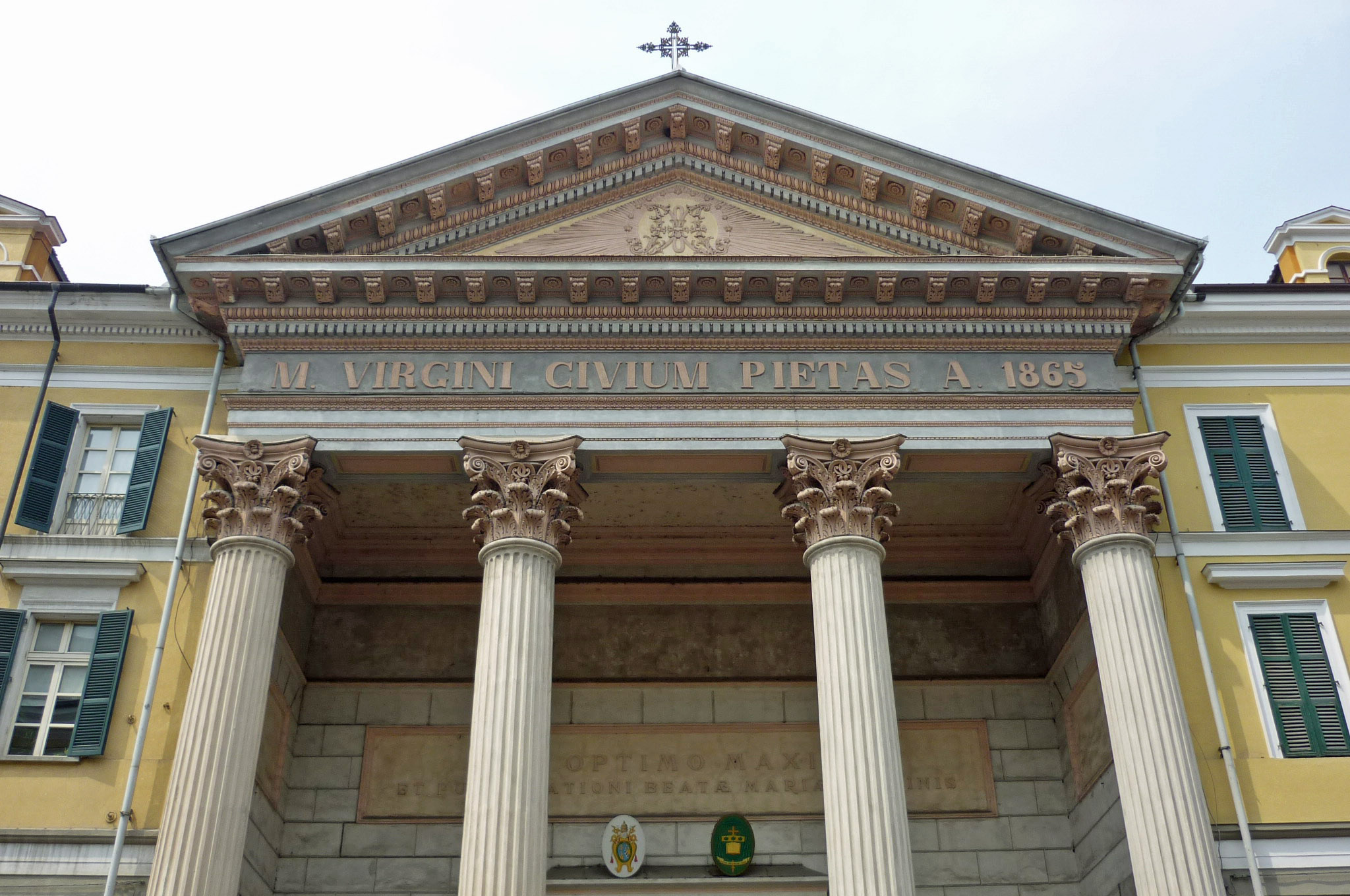
Kathedraal van Cuneo

Het bisdom Cuneo (Latijn: Dioecesis Cuneensis; Italiaans: Diocesi di Cuneo) is een in Italië gelegen rooms-katholiek bisdom met zetel in de stad Cuneo in de gelijknamige provincie. Het bisdom behoort tot de kerkprovincie Turijn, en is, samen met de bisdommen Acqui, Alba, Aosta, Asti, Fossano, Ivrea, Mondovì, Pinerolo, Saluzzo en Susa suffragaan aan het aartsbisdom Turijn.

## Geschiedenis
Het bisdom werd opgericht op 17 juli 1817 door paus Pius VII met de apostolische constitutie Beati Petri. Het grondgebied behoorde daarvoor toe aan het bisdom Mondovì.
De bisschop van Cuneo is in persona episcopi ook bisschop van Fossano.

## Bisschoppen van Cuneo
- 1817-1838: Amedeo Bruno di Samone
- 1840-1865: Giuseppe Agostino Salomoni CM
- 1844–1865: Clemente Manzini OCarm
- 1867–1885: Andrea Formica
- 1885–1895: Teodoro Valfrè di Bonzo (vervolgens bisschop van Como)
- 1895–1914: Andrea Fiore
- 1914–1920: Natale Gabriele Moriondo OP
- 1920–1924: Giuseppe Castelli (vervolgens bisschop van Novara)
- 1926–1934: Quirico Travaini
- 1934–1956: Giacomo Rosso
- 1957–1971: Guido Tonetti
- 1971–1999: Carlo Aliprandi
- 1999–2005: Natalino Pescarolo
- 2005-2015: Giuseppe Cavallotto
- 2015-heden: Piero Delbosco